# 毛睿龙
毛睿龙（1990年1月18日—），中国围棋职业五段棋手，湖北省人。幼年来到山东省青岛市，就读于青岛嘉峪关学校，围棋由青岛晚报围棋俱乐部赵庭老师启蒙。2006年中國圍棋甲級聯賽代表武汉华夏学院队。2009年中国围棋甲级联赛代表云南香格里拉队。2010年中国围棋甲级联赛代表山东景芝酒业队队。2011年中国围棋甲级联赛代表爱慕先生队。2012年中国围棋甲级联赛代表安徽华亿队。

2011年获得第18届建桥杯新人王战亚军。同年夺得全国围棋个人赛亚军，2012年获得第六名。同年夺得钻石杯中國龍星戰冠军。